# San Esteban de Zapardiel
San Esteban de Zapardiel település Spanyolországban, Ávila tartományban.  Lakosainak száma 40 fő (2024).

## Népesség
A település népessége az utóbbi években az alábbiak szerint változott:
| Lakosok száma | 68   | 61   | 56   | 54   | 58   | 40   | 40   | 37   | 45   | 40   |
|               | 2001 | 2004 | 2006 | 2009 | 2011 | 2014 | 2016 | 2019 | 2021 | 2024 |